# Mirthe Goris
Mirthe Goris (Leuven, 12 september 1996) is een Belgisch zwemster gespecialiseerd in de rugslag. Ze nam on 2012 eenmalig deel aan het EK maar is daarnaast wel nog actief anno 2021 als competitief zwemster.

## Belangrijkste resultaten
| Jaar | Olympische Spelen                         | WK langebaan                              | WK kortebaan                              | EK langebaan                              | EK kortebaan                              |
| ---- | ----------------------------------------- | ----------------------------------------- | ----------------------------------------- | ----------------------------------------- | ----------------------------------------- |
| 2012 | geen deelname                             |                                           | geen deelname                             | geen deelname                             | 32e 100m rugslag                          |
| 2013 |                                           | geen deelname                             |                                           |                                           | geen deelname                             |
| 2014 |                                           |                                           | geen deelname                             | geen deelname                             |                                           |
| 2015 |                                           | geen deelname                             |                                           |                                           | geen deelname                             |
| 2016 | geen deelname                             |                                           | geen deelname                             | geen deelname                             |                                           |
| 2017 |                                           | geen deelname                             |                                           |                                           | geen deelname                             |
| 2018 |                                           |                                           | geen deelname                             | geen deelname                             |                                           |
| 2019 |                                           | geen deelname                             |                                           |                                           | geen deelname                             |
| 2020 | Geen toernooien vanwege de coronapandemie | Geen toernooien vanwege de coronapandemie | Geen toernooien vanwege de coronapandemie | Geen toernooien vanwege de coronapandemie | Geen toernooien vanwege de coronapandemie |
| 2021 | geen deelname                             |                                           | geen deelname                             | geen deelname                             | geen deelname                             |

## Persoonlijke records
Bijgewerkt tot en met 30 november 2012

### Kortebaan
| Afstand      | Tijd    | Datum            | Plaats     |
| ------------ | ------- | ---------------- | ---------- |
| 100m rugslag | 1,00.88 | 21 november 2010 | Wachtebeke |

### Langebaan
| Afstand      | Tijd    | Datum           | Plaats    |
| ------------ | ------- | --------------- | --------- |
| 100m rugslag | 1,03.38 | 21 januari 2011 | Antwerpen |